# Jan Pynas
Jan Pynas o Jan Symonsz. Pynas (Alkmaar, 1582 - Amsterdam, 1631) fou un pintor barroc neerlandès, de l'Edat d'Or neerlandesa.

## Biografia
D'acord amb Arnold Houbraken, Jan i el seu germà Jacob Pynas eren bons en paisatges i figures, però Jan era millor que Jacob. Jan va viatjar a Itàlia el 1605 amb Pieter Lastman on van passar alguns anys practicant l'art dels grans mestres italians.
Segons RKD ell era el germà de Jacob Pynas i va viatjar a Itàlia due vegades el 1605 y 1617. A Roma va fer amistat amb Adam Elsheimer i Jacob Ernst Thomann von Hagelstein. La seva germana es va casar amb l'artista Jan Tengnagel el 1611. Va ser el mestre de Bartholomeus Breenbergh i Steven van Goor.
Els germans Pynas es van agrupar dins del grup d'artistes holandesos nomenats del «Pre-Rembrandtistes». El seu treball està a prop de l'estil del pintor Adam Elsheimer, i no hi ha hagut una història d'atribució indeguda entre els tres, ja que se sap que els germans Pynas signaven les seves obres amb «J. Pynas.»
- L'expulsió d'Hagar
- Maria i Joan al peu de la creu
- La resurrecció de Llàtzer